# Museo etnologico Monza e Brianza
Il Museo etnologico Monza e Brianza conosciuto anche come MEMB ha i suoi uffici in viale Brianza 2 a Monza. Le esposizioni e le mostre si svolgono presso il Mulino Colombo in vicolo Scuole 11 a Monza. Il simbolo del museo sono le guazze o raggiera, un ornamento per l'acconciatura femminile tipicamente brianzolo, composto da tanti spilloni disposti a semicerchio sul capo come dei raggi, da qui il suo nome.

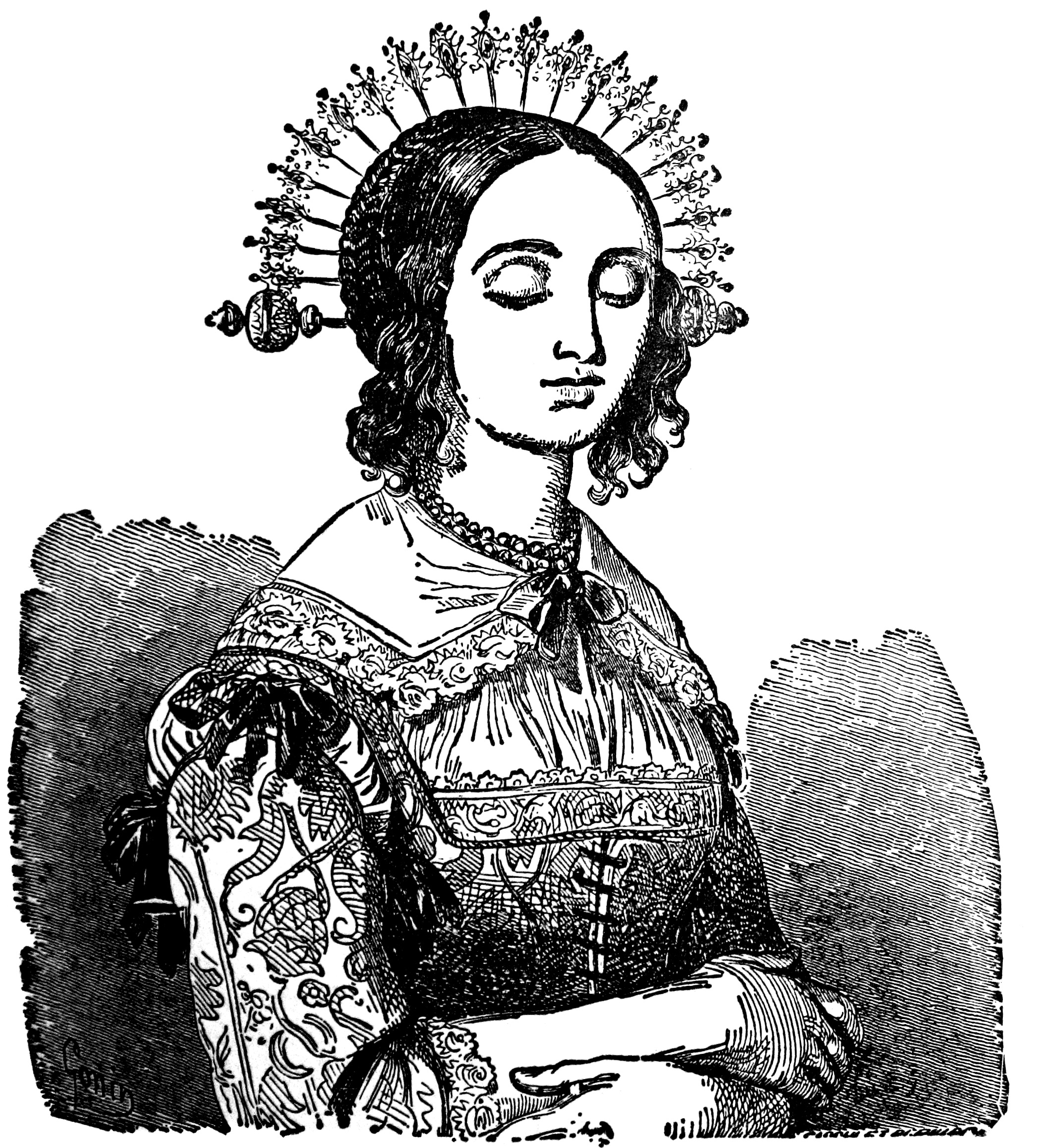
Lucia Mondella con le guazze in testa.

## Storia
Nel 1976 la pittrice monzese Pina Sacconaghi, non avendo eredi, decise di lasciare la sua collezione privata a un museo. Nessun museo si dichiarò disponibile a raccogliere la donazione, così il Sorptimist Club Monza si attivò per creare un museo dedicato a Monza e al suo territorio. 

Nel novembre del 1978 nacque l'Associazione museo etnologico Monza e Brianza. Viste le ristrette risorse economiche i primi uffici furono ospitati presso la Concessionaria Fiat in corso Milano, ma poco tempo dopo furono trasferiti nella prestigiosa Villa Reale di Monza, in alcuni locali situati sopra il Teatrino Reale.
Nel 1996 il Comune restaurò il piano terra del Mulino Colombo, che aveva ricevuto in donazione anche grazie all'interessamento diretto del MEMB, e dopo il restauro, permise al museo di utilizzare quegli spazi per le esposizioni.

## Il museo
Il museo è gestito da una associazione senza fini di lucro e organizza circa quattro o cinque mostre all'anno. Le attività principali elencate dal museo stesso sul suo sito sono:
- tutelare, promuovere e valorizzare le cose di interesse artistico storico e culturale;
- conservare ed esporre al pubblico documenti e materiale di interesse locale relativi al territorio e all'ambiente della Brianza;
- intraprendere iniziative, gestire servizi, organizzare mostre e manifestazioni, per la conoscenza, la diffusione e la valorizzazione delle tradizioni culturali di Monza e Brianza;
- divenire una delle strutture museali di riferimento provinciale e nazionale per l’unitarietà, l’originalità e la varietà della raccolta;
- impiegare il patrimonio di macchine, oggetti, documenti e conoscenze per una presentazione dei momenti fondamentali della storia dell’uomo e del suo territorio;
- conservare la memoria delle tradizioni raccogliendo e organizzando le fonti documentarie;
- interpretare e comunicare la nascita e lo sviluppo della società monzese e brianzola e delle relazioni intercorrenti, contribuendo alla costituzione di uno strumento utile per la definizione e il consolidamento di una identità locale e territoriale;
- documentare e comunicare il patrimonio archeologico industriale brianteo, costituendo una istituzione permanente di raccolta dei dati, della loro interpretazione e della restituzione alla collettività;
- operare per lo studio e la documentazione della diversità dei materiali e delle condizioni microclimatiche più idonee e divenire uno strumento di divulgazione e di pubblica comprensione della scienza dei materiali attraverso il suo allestimento espositivo e le attività didattiche.[3]